# Wappen der Provinz Tarragona

Wappen der Provinz Tarragona vom 24. März 1928

Das Wappen der Provinz Tarragona wurde am 3. April 1927 von der Abgeordnetenversammlung der Provinz beschlossen und am 24. März 1928 durch einen königlichen Erlass von Alfons XIII. bestätigt.

## Beschreibung
Der Schild zeigt auf goldenem Grund vier rote Pfähle. Darüber liegt ein weiterer rautenförmiger Schild mit rot-goldenem senkrechtem Wellenfeh. Eine eingebogene blaue Spitze trägt ein silbernes Taukreuz. Auf dem Schild ruht die offene spanische Königskrone.

## Historische Herkunft der Wappenbestandteile
Der Schild mit den vier roten Pfählen erscheint erstmals auf einem Siegel aus Wachs an einem Dokument, das Raimund Berengar IV., Graf von Barcelona am 2. September 1150 ausstellte. Die Legende, wonach Kaiser Karl der Kahle dem ersten erblichen Grafen von Barcelona, Wilfried dem Haarigen, den Wappenschild 897 an dessen Sterbebett aufgrund seiner Tapferkeit in der Schlacht verliehen haben soll, wurde 1551 vom Historiker Pere Antoni Beuter erdacht. Der senkrechte Wellenfeh in Rot und Gold steht seit dem 14. Jahrhundert für die Stadt Tarragona. In mehreren Abbildungen zwischen 1369 und 1397 ist dieser Schild erkennbar. Das Taukreuz in der blauen Spitze repräsentiert das Erzbistum Tarragona, das seit dem späten IV. oder frühen V. Jahrhundert besteht.